# Dobar posao u Italiji (2003.)
Dobar posao u Italiji (engleski: The Italian Job) je američki akcijski film iz 2003. Prerada je istoimenog britanskog filma iz 1969. godine.

## Uloge
- Mark Wahlberg kao Charlie Croker
- Edward Norton kao Steve
- Charlize Theron kao Stella
- Seth Green kao Lyle
- Jason Statham kao Rob
- Donald Sutherland kao Stellin otac
- Christina Cabot kao Christina Griego
- Mos Def kao Half Ear
- Franky G kao Mechanik
- Simon Rhee